# Jesiotr rosyjski
Jesiotr rosyjski, jesiotr wschodni (Acipenser gueldenstaedtii, Huso gueldenstaedtii) – gatunek ryby z rodziny jesiotrowatych (Acipenseridae). Poławiany gospodarczo na dużą skalę.

## Występowanie
Żyje w przybrzeżnych wodach Morza Czarnego, Morza Azowskiego i Morza Kaspijskiego. W niektórych rzekach (Wołga i Dunaj) tworzy prawdopodobnie formę wyłącznie słodkowodną. W latach 2000–2001 w Bałtyku złowiono dwa osobniki nieznanego pochodzenia. Jako uciekinier z hodowli pojawia się w innych regionach. W Polsce uważany za gatunek obcy nieinwazyjny.

## Budowa
Osiąga zwykle od 130 do 250 cm (ale zdarzają się okazy 4-metrowe), waży zwykle ok. 20–30 kg, rekordowe okazy do ok. 160 kg. Cechą charakterystyczną jesiotra rosyjskiego jest stosunkowo krótki ryj (rostrum) i przerwana warga dolna. Wąsiki krótkie. Ciało jest znacznie wyższe niż u pozostałych jesiotrów.

## Odżywianie
Żywi się bezkręgowcami i rybami.

## Rozród
Wiosną wpływa do górnego biegu rzek, aby odbyć tarło (kwiecień-czerwiec) w głębokiej wodzie na piaszczystym lub żwirowym podłożu.

## Znaczenie gospodarcze
Ryba poławiana na dużą skalę ze względu na smaczne mięso oraz ikrę, z której wyrabiany jest kawior (największy udział w połowach ryb jesiotrowatych). Hodowana w gospodarstwach rybnych.

## Zagrożenia
Gatunek wpisany do Czerwonej Księgi IUCN jako krytycznie zagrożony wyginięciem (kategoria CR) na całym obszarze naturalnego występowania.